# 아르팍피그미반디쿠트
아르팍피그미반디쿠트(Microperoryctes aplini)는 반디쿠트과에 속하는 유대류의 일종이다. 인도네시아 서뉴기니의 도베라이반도에 있는 아르팍산맥에 사는 멸종 위기종이다. 자연 서식지는 아열대 또는 열대 지역의 몬테인 습윤림이다.